# Amatepec
Amatepec est une ville du Mexique située dans la municipalité du même nom, dans l'État de Mexico.
Sa population était de 27 026 habitants en 2005.
Les espagnols ont découvert le site en 1531, et y ont exploité une mine d'argent.